# Jutland Vikings
Jutland Vikings var en dansk ishockeyklub, der blev oprettet i 2016, og som indtil 2022 fungerede som eliteoverbygning på IK Aarhus med hjemmebane i Aarhus Skøjtehal. De to første sæsoner af klubbens levetid var Silkeborg Skøjteløberforening også med i samarbejdet, ligesom klubben også spillede hjemmekampe i Silkeborg Sportscenter. Klubben spillede i hele sin levetid i den næstbedste danske ishockeyrække, Divisionen, hvor den i sæsonen 2017-18 opnåede sit bedste resultat, da den tabte med 1-3 i kampe i slutspilsfinalen til Gladsaxe Bears. I den finaleserie satte Jutland Vikings sæsonrekord for rækken ved at tiltrække 662 tilskuere til seriens tredje finalekamp, der blev afviklet i Silkeborg.

## Historie
De to moderklubber, IK Aarhus og Silkeborg Skøjteløberforening, havde tidligere samarbejdet om spillerudveksling, og i januar 2016 offentliggjorde klubberne deres intention om at danne en eliteoverbygning. Overbygningen blev etableret i juni 2016 under navnet Jutland Vikings. Efter to sæsoner i 1. division med to moderklubber meddelte Silkeborg Skøjteløberforening noget overraskende, at klubben, på trods af Jutland Vikings sportslige og tilskuermæssige succes, trak sig fra samarbejdet, hvilket styrkede samarbejdet med IK Aarhus.
Jutland Vikings spillede sin første turneringskamp den 21. september 2016, da holdet i 1. division mødte Vojens IK på udebane og tabte med 3-4. Klubbens første mål blev scoret af canadieren Kyle Heffernan, da han i anden periode reducerede til 1-3. Klubben endte grundspillet på 7.-pladsen og i slutspillet blev østjyderne slået ud i kvartfinalerne mod Hvidovre Fighters med 1-3 i kampe.
I den anden sæson endte holdet på tredjepladsen i 1. divisions vestkreds og formåede i det efterfølgende slutspil at spille sig helt frem til finalen, hvor det tabte med 1-3 i kampe til Gladsaxe Bears efter at have vundet den første kamp med 8-1 i Gladsaxe. 
I sæson tre spillede holdet udelukkende i Aarhus Skøjtehal, hvor man regnede med at kunne genopfinde ishockey i Aarhus som professionel sport med mange tilskuere i hallen. Holdet er bygget op omkring lokale og danske talenter, krydret med udenlandske profiler. Sæsonen blev imidlertid en skuffelse, og holdet måtte se sig slået i kvartfinalen mod IC Gentofte Stars med 3-0 i kampe. Sæsonen 2019-20 blev nærmest en gentagelse af den foregående sæson, hvor Vikings igen måtte forlade slutspillet i kvartfinalen efter et nederlag på 0-3 i kampe, denne gang mod Gladsaxe Bears, inden slutspillet blev afbrudt på grund af COVID-19-pandemien.
Inden sæsonen 2020-21 i Divisionen var klubben tæt på at trække sit hold fra turneringen på grund af manglende istid i Aarhus Skøjtehal, men i sidste øjeblik valgte man alligevel at tilmelde et hold. Turneringen blev imidlertid aflyst i oktober 2020 på grund af restriktionerne under COVID-19-pandemien, efter at Jutland Vikings havde spillet blot to kampe.
I 2021-22 blev kvartfinalen endnu en gang endestation for Jutland Vikings i slutspillet. Holdet tabte med 0-2 i kampe til IC Gentofte Stars. Året efter havde Divisionens vestkreds kun deltagelse af tre hold, og det fik Jutland Vikings til at trække sig fra turneringen efter et spillermøde i december 2022, hvor klubbens spillere gav udtryk for manglende motivation, for de ikke opfattede rækken som en "rigtig turnering".
Siden da har der ikke være hold tilmeldt i DIU's turneringer under Jutland Vikings-navnet. Fra og med 2023 stillede moderklubben IK Aarhus igen op i Divisionen under sit eget navn.